# António da Silva Telo e Meneses
António da Silva Telo e Meneses foi Governador de Macau entre 1719 e 1722.